# Фреснильо
Фреснильо (исп. Fresnillo)  —   город в Мексике, штат Сакатекас. Население на 2010 год составляет 213 139 человек.
Добыча серебряных, полиметаллических руд, меди, золота. В городе развита цветная металлургия.
Город обслуживет международный аэропорт Генерал Леонардо Руис.

## История
В период с 1551 по 1552 год Диего Фернандес де Проаньо предпринял несколько экспедиций в регион Сакатекас в поисках легендарного холма, на котором, как считалось, находились богатые залежи полезных ископаемых. Он обнаружил холм, который, несмотря на несоответствие описаниям, содержал богатые залежи полезных ископаемых. Он назвал его «Серро-де-Проаньо» («Холм Проаньо»). Он вернулся в город Сакатекас, чтобы сообщить о своих находках вице-королю, но, по-видимому, его открытие не вызвало особого интереса, и о холме Проаньо на долгие годы забыли.
Вторая экспедиция, возглавляемая 15-летним Франсиско де Ибаррой, прибыла 2 сентября 1554 года к месту, где был пресноводный источник, на границе которого рос «Маленький Ясень» (Pequeño Fresno). Они решили переночевать там, и Франсиско де Ибарра записал название этого места в своём дневнике: «Ojo de Agua del Fresnillo» («источник маленького ясеня»).
В первые годы после основания город страдал от набегов индейцев гуачичиль, которые вели кочевой и воинственный образ жизни. Из-за больших потерь, которые понесли поселенцы в те годы, вице-король Мартин Энрикес де Альманса приказал построить в городе пресидио. Капитану Родриго Рио де Лосе было поручено возглавить гарнизон из восьми солдат. Военный пост был построен на месте нынешнего муниципального дворца. Среди первых мэров Фреснильо были капитан Диего Нуньес де Миранда, Кристобаль Кальдера и Хуан де Авельянеда.
В период с 1682 по 1757 годы шахты работали постоянно. Там было несколько шахт, в основном в предгорьях холма Проаньо. В 1757 году глубина шахт достигла 50 метров, и основной проблемой стало затопление. Шахты были заброшены, так как экономически невыгодно было бороться с затоплением, и регион погрузился в экономический кризис. Владельцы шахт потеряли их в результате конфискации испанской короной из-за невыплаты кредитов. Корона назначила нового управляющего шахтами, но они продолжали простаивать.
В 2013 году Фреснильо стал первым муниципалитетом в истории Мексики, где на пост мэра был избран открытый гей Бенхамин Медрано. Муниципальный дворец был сожжён во время протеста против похищения, пыток и убийства 12-летней девочки по имени София Алехандра Н. 22 ноября 2020 года. Девочка была похищена и удерживалась в течение одиннадцати дней, но семья не смогла собрать деньги, необходимые для выкупа.
Летом 2021 года сообщалось, что 96% жителей Фреснильо чувствовали себя в опасности, в первую очередь из-за насилия со стороны наркокартелей.

## Климат
| Показатель                                                                                 | Янв. | Фев. | Март | Апр. | Май  | Июнь | Июль | Авг. | Сен. | Окт. | Нояб. | Дек.  | Год   |
| ------------------------------------------------------------------------------------------ | ---- | ---- | ---- | ---- | ---- | ---- | ---- | ---- | ---- | ---- | ----- | ----- | ----- |
| Абсолютный максимум, °C                                                                    | 31,0 | 30,0 | 33,0 | 39,0 | 38,0 | 38,5 | 34,0 | 34,0 | 33,0 | 33,0 | 31,0  | 29,0  | 39,0  |
| Средний суточный максимум, °C                                                              | 19,9 | 21,9 | 24,7 | 26,8 | 29,4 | 28,5 | 26,0 | 25,5 | 24,7 | 24,4 | 22,7  | 20,4  | 24,6  |
| Средняя температура, °C                                                                    | 12,1 | 13,5 | 16,2 | 18,3 | 21,1 | 21,2 | 19,6 | 19,3 | 18,5 | 17,2 | 14,8  | 12,8  | 17,1  |
| Средний суточный минимум, °C                                                               | 4,3  | 5,1  | 7,6  | 9,8  | 12,9 | 13,9 | 13,1 | 13,0 | 12,3 | 10,1 | 6,9   | 5,1   | 9,5   |
| Абсолютный минимум, °C                                                                     | −5,5 | −7   | −2   | 0,0  | 4,0  | 4,5  | 7,0  | 7,0  | 4,0  | 1,0  | −3    | −10,5 | −10,5 |
| Норма осадков, мм                                                                          | 15,6 | 5,2  | 1,2  | 3,4  | 17,4 | 74,5 | 87   | 96,5 | 60,6 | 32,9 | 12,4  | 12,3  | 419   |
| Источник: Национальная метеорологическая служба Мексики, климатические нормы 1971-2000 гг. |      |      |      |      |      |      |      |      |      |      |       |       |       |

## Герб
В верхней части щита находится латинская фраза: «Orat Atque Laborat Ab Urbe Condita», что означает: «С момента основания город трудится и молится». В нижней части написано: «Real de Minas del Fresnillo (Королевская шахта Фресильо)». В центре на горизонтальной полосе написано: «2 сентября 1554 года».
Герб разделён на три части: в верхней левой части изображена Дева Мария Канделамасская, образец Фреснильо, которую можно узнать по свече в правой руке. В верхней правой части изображён родела, или щит, и оружие, которое использовали коренные жители и испанцы во время завоевания. В нижней части (третья рамка) изображена весна, на краю которой растёт ясень, а также нижняя часть холма Проаньо с облаками, символизирующими дождливый сентябрь.

## Сельское хозяйство
Сельское хозяйство имеет большое значение. Фреснильо является крупным производителем различных культур, в том числе кукурузы, перца, помидоров и других. Соседние города и деревни будут специализироваться на экспорте товаров в главный город, а также в другие города. Экономическая устойчивость часто связана с успехами в сельском хозяйстве и добычей серебра.

## Фотографии

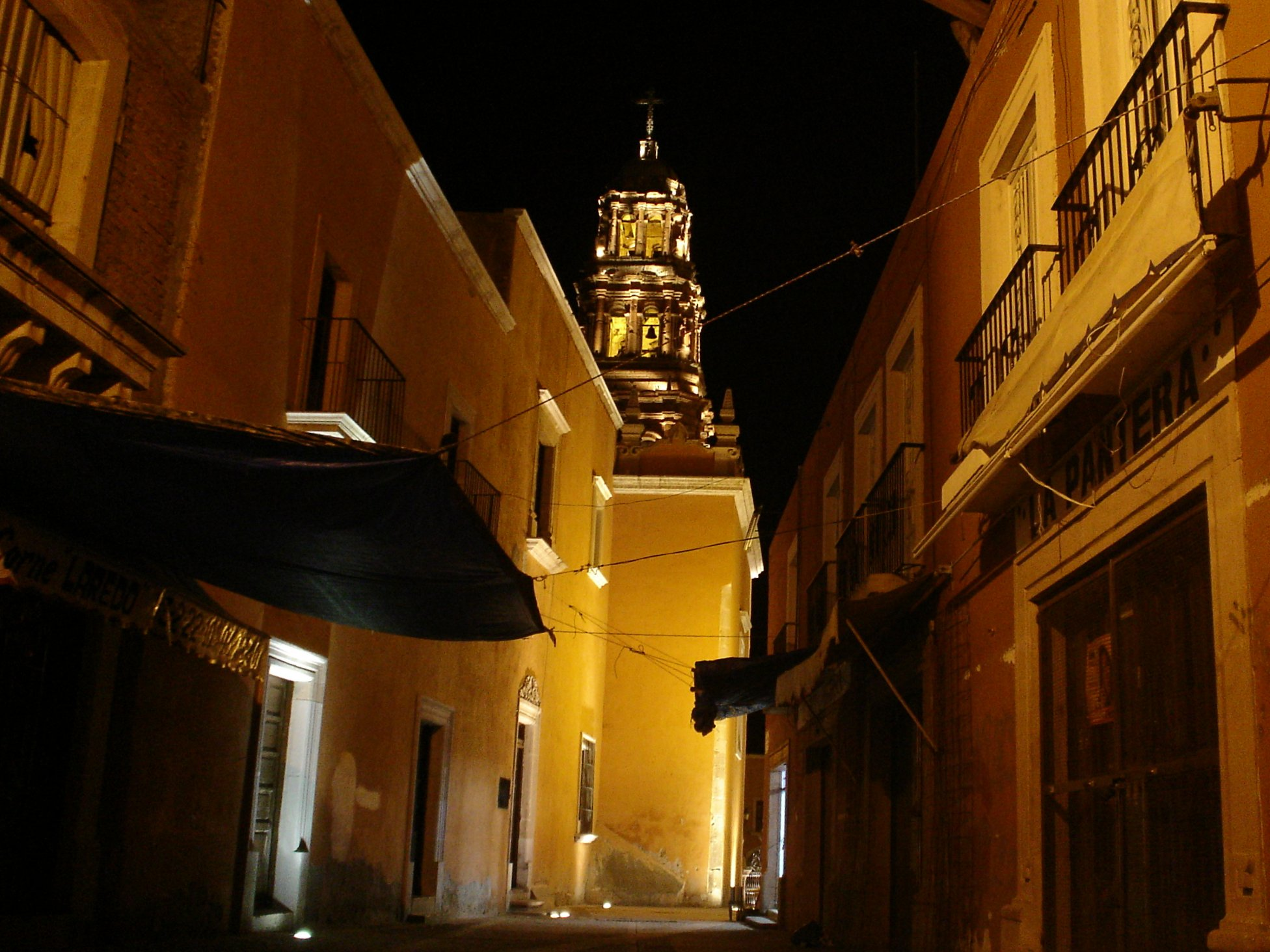
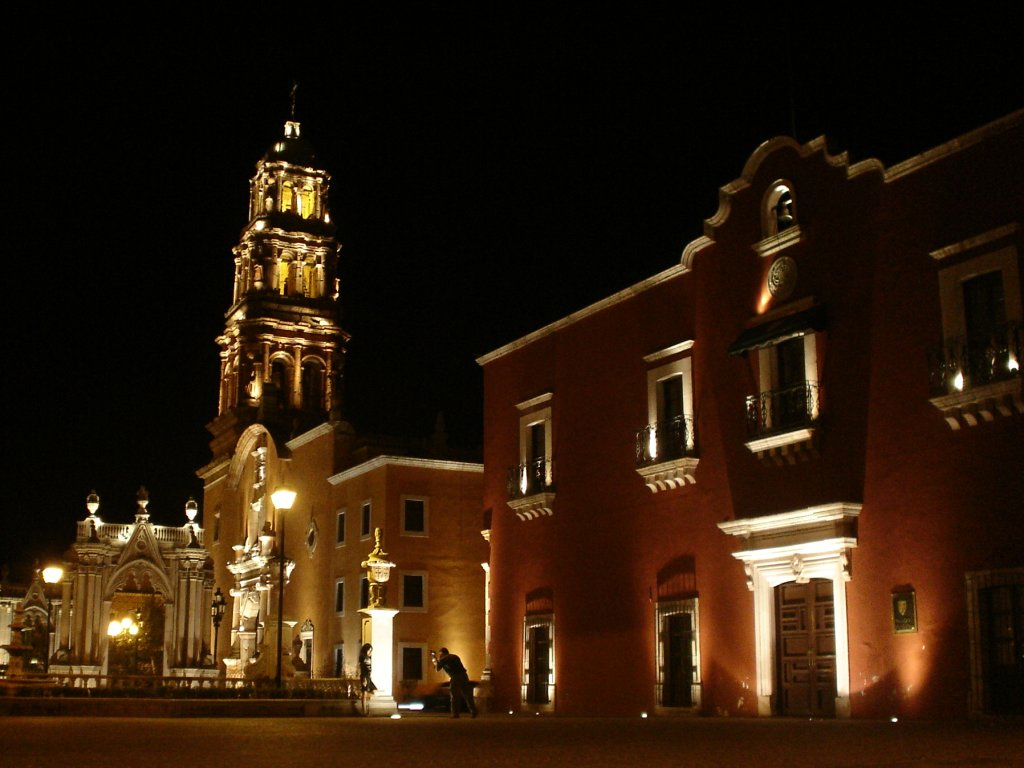
Церковь
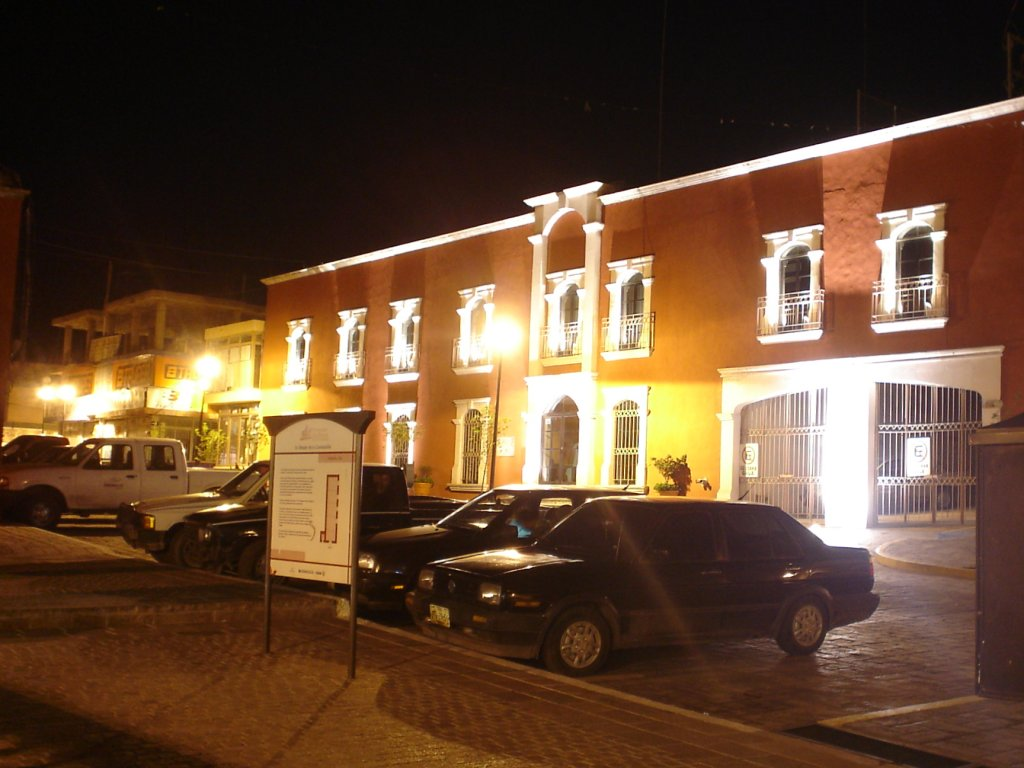
Дворец